# Complexe de loisirs
Ne doit pas être confondu avec parc de loisirs.

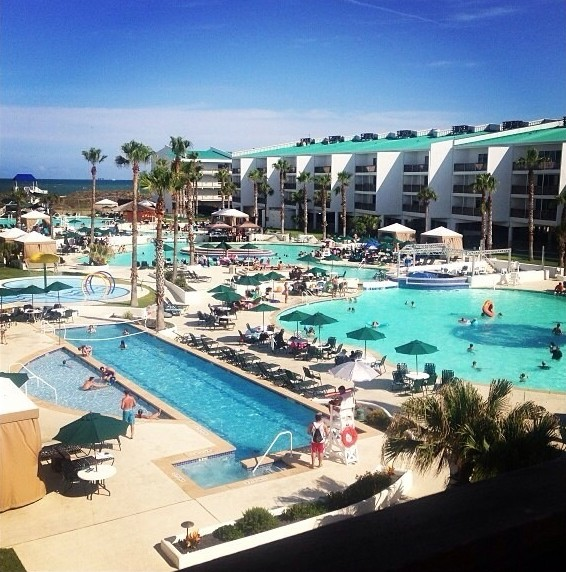
Un complexe de loisirs en bord de mer, typique des stations balnéaires.

Un complexe de loisirs est un domaine géographique où se mêlent plusieurs activités de loisirs. 
Historiquement, tout lieu comportant plusieurs activités de loisirs est un complexe mais le phénomène moderne de « complexe de loisirs » apparu depuis les années 1970 avec l'industrie des parcs de loisirs donne une nouvelle signification à ce terme. Bien que ce terme désigne principalement les domaines de taille importante, on peut rapprocher la définition d'un complexe de loisirs de celle d'un village de vacances (ou club de vacances). Il arrive aussi parfois d'utiliser ce terme pour désigner un hôtel de grande taille, offrant une multitude de services (hôtel-casino, hôtel de cure thermale), ou certaines îles privées. Les anglophones utilisent le terme de resort aux significations multiples, désignant aussi d'autres types de destination touristique. 
Un parc de loisirs est au sens littéral un complexe de loisirs mais il est de commune mesure de distinguer les deux en raison de la spécificité du parc de loisirs qui ne comprend que des attractions et des commerces. De cette distinction découle le fait que, pour un parc de loisirs associé à un ou plusieurs hôtels, l'ensemble (parc de loisirs + hôtel) est appelé complexe de loisirs. 
Le concept, développé entre autres avec le Walt Disney World Resort, est le regroupement autour d'un élément principal de plusieurs annexes plus petites, de loisirs ou non. À la différence d'une station touristique, un complexe de loisirs est souvent la propriété d'un seul organisme. De plus, une station touristique peut contenir plusieurs complexes et lieux de loisirs. Le développement de l'offre touristique alentour et notamment de l'hébergement sur le domaine, permet alors au parc de devenir une destination à part entière.
Les activités peuvent être de différents types :
- Divertissements (parc de loisirs, spectacle, casino, etc.) ;
- Hôtels ;
- Commerces (restaurants, boutiques ou services) ;
- Activités sportives ;
- Activités relaxantes.

L'élément principal peut être une station de ski, un hôtel-casino, ou comme dans l'industrie des parcs de loisirs, un parc d'attractions.